# Miękkie zasoby firmy
Miękkie zasoby firmy - to zasoby do których należy społeczność oraz relacje społeczne z otoczeniem. Nie są do końca sformalizowane i określone. Zmiany którym podlegają dane zasoby są nieprzewidywalne  i niekontrolowane. Zalicza się do nich:
- ludzi wykwalifikowanych, zmotywowanych z aspiracjami i postawami
- kulturę, czyli utrwalone wzorce zachowania, normy i wartości
- wiedzę, czyli zasoby informacji użytecznej dla funkcjonowania firmy
- markę, czyli społeczny odbiór firmy i jej produktów
- dostęp do rynku, czyli prawnie i (lub) społecznie utrwalone kontakty z nabywcami